# Twisted Sister

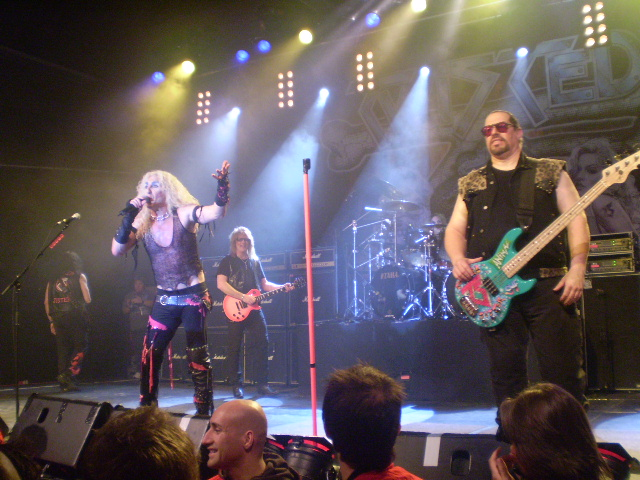
Twisted Sister.

Twisted Sister, fue un grupo estadounidense de heavy metal formado en la ciudad de Nueva York en 1973.
El grupo fusiona las tácticas impactantes de Alice Cooper, el humor rebelde de la nueva ola del metal británico (NWOBHM) y el extravagante maquillaje de Kiss. El grupo tiene una imagen de glam, aderezada con un punto deliberadamente vulgar; su sonido se podría comparar en ocasiones con otras pioneras bandas de glam metal como Pantera en sus inicios o Ratt, el vocalista del grupo, dijo en una entrevista:

"Yo no pienso que Twisted Sister es glam, porque eso implica glamour, y nosotros no somos glamorosos. Deberíamos ser llamados "Hor" ("Hid"), porque somos horrendos (hideous)".

Aunque la banda fue formada por el guitarrista Jay Jay French en 1973, todas sus canciones fueron escritas por el vocalista, Dee Snider. Los éxitos del grupo incluyen "We're Not Gonna Take It" y "I Wanna Rock", ambos popularizados por la continua aparición en MTV en los años 80s. Muchas de las canciones de la banda exploran los conflictos de padres contra hijos y critican el sistema de educación.

## Historia

### Inicio yUnder the Blade(1973 - 1983)
Twisted Sister nace el 14 de febrero de 1973, cuando el guitarrista Jay Jay French se unió a una banda llamada Silverstar. En aquellos días, French usaba el pseudónimo Johnny Heartbreaker. Él había tocado previamente en algunas bandas locales e hizo una prueba para Wicked Lester, el grupo que posteriormente se convirtió en Kiss. A sugerencia del vocalista de Silverstar, Michael Valentine, la banda se cambió de nombre a Twisted Sister. Valentine y el guitarrista Billy Diamond dejaron la banda pronto, por lo que French se quedó como guitarrista y también vocalista.
En 1975, Eddie "Fingers" Ojeda, un amigo de colegio de French, se unió como segunda voz y segunda guitarra. Él había grabado ya antes con una banda de Nueva York llamada SPV. Kevin John Grace reemplazó a Mel "Starr" Anderson en la percusión. El bajista Kenny Neill (Kenneth Harrisson-Neill) completó la banda. La banda siguió una dirección de glam rock, influenciados por David Bowie, Mott the Hoople, Humble Pie, y New York Dolls. Tocaron en clubes locales sin mucho éxito hasta 1976.
En 1976, Dee Snider se unió a la banda como vocalista y principal compositor de las canciones. Después de reemplazar al baterista, Grace, con Tony Petri, el grupo tomó una dirección más metalera, influenciados por AC/DC, Queen, Led Zeppelin, Black Sabbath, y Alice Cooper, pero sin abandonar su imagen de glam. Aunque el glam ya no estaba de moda en aquellos tiempos, las habilidades excepcionales de Snider como líder de la banda llevaron al grupo a un considerable éxito local. Rompieron expectativas en la Región de los Tres Estados (Nueva Jersey, Nueva York y Connecticut) y su creciente número de fanes empezaron a tomar el nombre de S.M.F.F.O.T.S., de "Sick Motherfucking Friends Of Twisted Sister" (Enfermos Hijos de Puta Amigos de Twisted Sister). Más tarde lo acortaron a "S.M.F." de "Sick Mother Fuckers" (Enfermos Hijos de Puta).
Ninguna discográfica estaba interesada en la banda, así que en 1979 lanzaron el sencillo "I'll Never Grow Up Now" / "Under the Blade", en su propia discográfica "Twisted Sister Records", seguido por "Bad Boys (Of Rock & Roll)" / "Lady's Boy" en 1980. El legendario Eddie Kramer produjo ambos sencillos.
En este periodo, el grupo afrontó algunos cambios de miembros. El 31 de octubre de 1978, Neill se fue para convertirse en un "Cristiano re-bautizado", renegando de la actitud sacrílega e irrespetuosa hacia el cristianismo de la banda, según una entrevista con Snider. El técnico y amigo de la banda, Mark "The Animal" Mendoza, antes bajista de The Dictators, lo reemplazó. En diciembre de 1980, Petri se fue a Plasmatics y lo reemplazaron brevemente por Richie Teeter.
Irónicamente, Teeter, antiguo miembro de The Dictators, fue reemplazado por "Fast" Joey Brighton, quien fue sustituido por A.J. Pero, del grupo Cities, otra banda sin discográfica pero con éxito local.
Esta formación —Dee Snider, Jay Jay French, Eddie Ojeda, Mark Mendoza y A.J. Pero— vendría a ser considerada como la clásica del grupo.
Bajo la sugerencia de dos reporteros de las revistas Sounds y Kerrang!, "Twisted Sister" dejó Nueva York para buscar discográfica en el Reino Unido. Allí, en abril de 1982, finalmente consiguieron un contrato con Secret Records, una pequeña discográfica británica dedicada principalmente a la música punk.
En junio de 1982, el grupo lanzó su primer EP, Ruff Cuts, en la discográfica Secret Records. Fue seguido pronto por su primer LP, Under the Blade, producido por Pete Way de UFO. A pesar de la baja calidad de producción, el álbum fue un éxito underground sorpresa en el Reino Unido, dándole a la banda suficiente reconocimiento para abrir para bandas de metal como Motörhead. El álbum tenía un sonido crudo de metal e incluía "Tear It Loose", una canción metalera muy rápida, ofreciendo un solo de guitarra por "Fast" Eddie Clarke de Motörhead. Otro sencillo, el futuro éxito "We're Not Gonna Take It", fue planeado para su lanzamiento, pero Secret Records quebró antes que Snider fuera capaz de completar la letra.

### You Can't Stop Rock 'n' RollyStay Hungry(1983 - 1985)
Durante este tiempo, "Twisted Sister" cambió su imagen andrógina y glamorosa por un look más grotesco y agresivo, que los distinguía de las demás bandas de glam metal de la época. El grupo ahora se veía más como metaleros con un look extraño por su imagen y música; aunque tenían todavía sus estilos pop/glam, estaban acercándose más a la imagen de heavy metal con cuero y cadenas.
Después de su aparición en el programa televisivo de música "The Tube", la discográfica Atlantic Records habló con la banda y firmaron con ellos. Irónicamente, Atlantic fue una de las compañías que rechazó a Twisted Sister en el pasado período de sus Dias de Club.
Su segundo LP (el primero con Atlantic), You Can't Stop Rock 'n' Roll, producido por Stuart Epps, fue lanzado en 1983 e incluía el éxito #19 de Reino Unido "I Am (I'm Me)". Desde el punto de vista de la producción, el álbum sonaba mejor que su predecesor, y cada pedazo era igualmente heavy. Debido al éxito del disco, la compañía decidió promocionar a la banda en mayor medida. Fue hecho el vídeo de la canción "You Can't Stop Rock'n'Roll", el cual se convirtió en el primero de la serie de vídeos cómicos que popularizó la banda.
Twisted Sister consiguió la fama internacional cuando su tercer LP Stay Hungry, el cual llegó a las tiendas en 1984. El álbum tenía un sonido más comercial que los primeros dos, pero aún contenía canciones con sonido heavy, como la que da título al disco o "Burn in Hell". Durante un muy exitoso tour, unos jovencísimos Metallica telonearon a la banda. Stay Hungry vendió alrededor de 2 millones de copias en el verano de 1985, y acabó vendiendo 3 millones en los siguientes años. Se mantiene como el mayor éxito del grupo y es considerado un clásico para los fanes del heavy metal de los 80s.
Los vídeos de los sencillos "I Wanna Rock" y "We're Not Gonna Take it" (número #21 en las listas de USA) se emitían casi constantemente en MTV. Su prevalente comedia tipo slapstick fue un cambio en el ritmo del género que daba a la banda una distinción. La comedia cinematográfica La gran aventura de Pee-Wee llevó esto a otro nivel con la aparición de la banda haciendo un vídeo ficticio para "Burn in Hell" en el estacionamiento de Warner Bros., sólo para ser interrumpido por Pee-wee Herman.
A pesar de ser de naturaleza cómica, los vídeos mostraban violencia contra padres y maestros, lo que provocó grandes críticas por parte de organizaciones conservadoras. Fueron señalados por la PMRC en 1985. Las canciones de Twisted Sister "Under the Blade" y "We're Not Gonna Take It" fueron mencionadas específicamente en las convocatorias del Senado. Snider fue uno de los pocos músicos que atestiguaron ante un comité del Senado en estas convocatorias del 19 de septiembre de 1985 (el director del comité se dirigió formalmente a él como "Mister Sister").

### Come Out and PlayyLove Is for Suckers(1985 - 1988)
El 9 de noviembre de 1985, la banda lanzó su cuarto LP, Come Out and Play, producido por Dieter Dierks. No estuvo cerca del éxito de su predecesor, aunque sí consiguió un disco de oro por ventas de más de 500,000 copias. El fracaso fue en parte porque MTV prohibió el video de "Be Cruel To Your School", porque supuestamente era ofensivo. Si no hubiera sido prohibido, es posible que la popularidad y credibilidad de Twisted Sister hubiera aumentado. La canción y el vídeo incluían a invitados como Alice Cooper, Brian Setzer y Billy Joel. El tour para promocionar el álbum fue casi un fiasco, con poca asistencia y muchas fechas canceladas. Ni siquiera el relanzamiento del remix de Under the Blade ayudó a que la banda recuperara popularidad. Come Out and Play fue uno de los primeros CD en dejar de ser impresos. Otro corte de difusión del álbum fue "Leader Of The Pack", una versión de los años 70.
En 1987, Snider se embarcó en un proyecto como solista, aparentemente acercándose al futuro guitarrista de Iron Maiden, Janick Gers, pero no resultó. Entonces grabó un álbum con Joe Franco programando la caja de ritmos y la aparición de varios músicos libres como el guitarrista Reb Beach, Kip Winger (antes de que formara Winger) y Steve Whiteman de Kix. Atlantic Records se rehusó a lanzar el disco a menos que fuera lanzado como un álbum de Twisted Sister. Así que el 13 de agosto de 1987 Love Is for Suckers hizo su debut. Aunque la banda no tocó en las sesiones grabadas, fueron mencionados en el álbum como sí lo hubieran hecho y tocaron algunas de las canciones en shows subsecuentes. La producción de Beau Hill le dio al álbum un sonido muy pulido de pop metal. La banda también dejó de usar el maquillaje que habían utilizado desde sus comienzos. El álbum fue un fracaso comercial y muchos de los fanáticos de la banda estaban decepcionados por lo muy pop que se escuchaba.
El 12 de octubre de 1987, casi dos meses después del lanzamiento de Love Is For Suckers, Snider dejó la banda, la disquera canceló su contrato y Twisted Sister se separó. La noticia de la separación de la banda se conoció a principios de 1988.

### Periodo de separación (1988 - 1998)
Después de la separación de la banda, los miembros se embarcaron en varios proyectos:
- Dee Snider formó las bandas Desperado, Widowmaker y SMFs. También escribió, dirigió y actuó en la película Strangeland, una secuela; Strangeland 2, está planeada.
- Eddie Ojeda formó su grupo Scarecrow y luego Prisoners of War. Ninguno de los proyectos tuvo éxito. También trabajó como guitarrista de sesiones e instructor de guitarra.
- Jay Jay French dejó de tocar excepto en algunas apariciones como invitado. Formó French Management y manejó al grupo de metal alternativo, Sevendust.
- Mark Mendoza se unió brevemente a Blackfoot. Después trabajó como productor y mánager. Ocasionalmente buscó proyectos como solista también.
- A.J. Pero estuvo relacionado con varios proyectos y después participó en el tour de la banda de Snider, SMFs.
- Joey Franco trabajó como baterista de sesión y tocó con la banda de Snider, Widowmaker.

En 1992, Atlantic Records lanzó una recopilación con "lo mejor" de la banda, titulada Big Hits and Nasty Cuts, que también incluía algunas actuaciones en vivo del periodo de Under The Blade. Un álbum en vivo de la era de Stay Hungry llamado Live At Hammersmith fue lanzado en 1994 por CMC International.

### Reuniones y relanzamientos (1998 - 2004)
En 1998, la banda grabó una canción para la banda sonora de la película de Snider, Strangeland.
En 1999, Spitfire Records relanzó su catálogo, suplementado con previamente no lanzados. Después vino Club Daze Volume 1: The Studio Sessions, un álbum que contiene demos de grabaciones de la era antes deUnder the Blade y Club Daze Volume 2: Live In The Bars, un complemento en vivo.
En 2001, Koch Records lanzó un álbum tributo titulado "Twisted Forever|Twisted Forever - A Tribute To The Legendary Twisted Sister". El álbum incluye un amplio rango de artistas y bandas que han sido influenciados por Twisted Sister, incluyendo Lit, Motörhead, Chuck D, Anthrax, Overkill, Cradle Of Filth, Joan Jett, Sebastian Bach, and Hammerfall. Extrañamente para un tributo, Twisted Sister también aparece en el álbum, con una versión de la canción "Sin City" de AC/DC.
En noviembre de 2001, la banda reunida de Twisted Sister se unió a metaleros de Nueva York como Anthrax, Overkill, Sebastian Bach, y Ace Frehley para llevar a cabo un concierto en beneficio de la Fundación de Viudas y Huérfanos del Departamento de Policía de Nueva York y el Departamento de Bomberos de Nueva York a causa de los atentados del 11 de septiembre de 2001. NY Steel recaudó más de $100.000 para la caridad y la reacción a la primera presentación de Twisted Sister en 14 años fue sorprendente. La demanda de más presentaciones en vivo fue inmediata y la banda tomó los primeros pasos para regresar al escenario.
En 2002 fue lanzada una recopilación remasterizada titulada Essentials. Los fanes generalmente consideran que esta recopilación es mejor que la anteriormente lanzada por Atlantic.
"Twisted Sister", esta vez incluyendo a Mark Mendoza, se reunió de nuevo para el Sweden Rock Festival en junio de 2003. También aparecieron en agosto del mismo año para el festival Wacken Open Air. Imágenes del show fueron filmadas para un DVD.

### Still Hungry(2004 - 2016)
En marzo de 2004 entraron al estudio para volver a grabar completamente su álbum Stay Hungry para el sello Demolition Records.
Dijeron no estar felices con la producción original del álbum, así que esta vez lo produjeron ellos mismos. La nueva grabación fue lanzada con el nombre de Still Hungry y contiene 7 canciones adicionales.
En julio de 2005, el grupo tocó un concierto gratis en Edmonton para el festival Klondike Days.
A finales de 2005, Snider apareció en Numbers from The Beast, un álbum tributo a Iron Maiden, cantando el clásico "Wasted Years". Snider fue acompañado por sus contemporáneos y amigos George Lynch, de Dokken, y Bob Kulick.
También en 2005, la banda lanzó la grabación de su show en el festival alemán de Wacken de 2003 en CD y DVD titulado Live at Wacken, y se fueron de tour con Alice Cooper, sirviendo como la banda de apoyo, pero actuando casi como la principal.

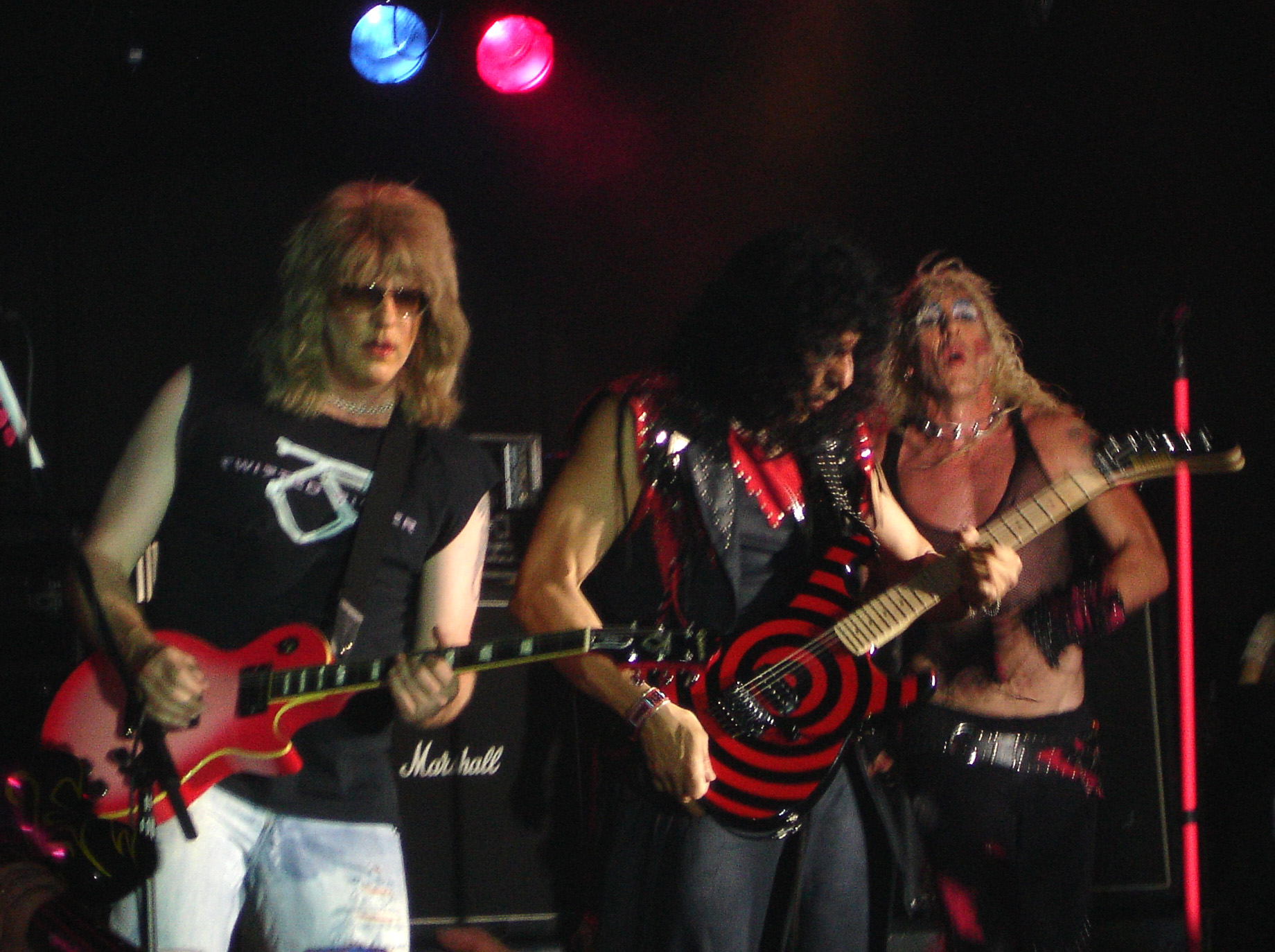
Twisted Sister en un concierto en Mánchester en el 2006.

En 2006, Snider y French trabajaron con Lordi para producir y tocar unas canciones nuevas en su álbum The Arockalypse.
Snider fue incluido en la primera canción, "SCG3 Special Report", como la voz de Lordi anunciando que se acerca el Arockalypse. French aparece como invitado en la canción "Chainsaw Buffet".
En junio de 2006, la banda anunció que habían firmado un contrato con la discográfica estadounidense Razor & Tie para lanzar un último CD. La fecha planeada para el lanzamiento es el 16 de octubre de 2006 (declaración de Snider en un concierto en la ciudad de Quebec en Canadá, el 8 de julio de 2006, frente a 80.000 personas. El show también incluía a los Scorpions como cabeza de cartel). También presentaron un pequeño concierto en el Wolverhampton Civic Center. El concierto fue un éxito, con el apoyo de muchos fanes al igual que durante el auge del grupo.
La banda sigue junta y ocasionalmente hacen pequeños tours por todo el mundo, con todo el maquillaje. Antes de cada tour se presentan como Bent Brother, practicando su presentación y sin maquillaje, usualmente a un precio menor, aunque tanto Snider como French han declarado que no les gusta tocar canciones de "Twisted Sister" bajo el nombre de "Bent Brother". De hecho en 2008 tocaron en Zaragoza, y Dee Snider salió con maquillaje y en su presentación dijo estas palabras, "We are the fucked Twisted Sister".
El 23 de julio de 2016, "Twisted Sister" continúa con su gira de despedida en los escenarios mundiales con la gira "Forty and F*ck it". En el festival Hell and Heaven Metal Fest celebrado en el Autódromo Hermanos Rodríguez en la Ciudad de México uno de los motivos que el vocalista reveló fue que muchos de los grandes músicos de su época están falleciendo, brindándoles un emotivo homenaje con "The price". En una de sus melodías icónicas, como lo han hecho en otros países hispano parlantes, destacó la adaptación del coro "we are not gonna take it" a su coro "huevos con aceite"; así también fue una interesante añadidura, la presencia de Mike Portnoy en la batería, durante su última presentación en la Ciudad de México.
Su última presentación se llevó a cabo el 12 de noviembre del 2016 en la primera edición del festival de rock y heavy metal Corona NorthSide en la ciudad de Monterrey.
Aunque a finales de Enero del 2023 volvieron cuando fueron introducidos en el Metal Hall of Fame, y se dice que en 2024 volverán otra vez pero en fines políticos.

## Alineación
Última formación
- Dee Snider – voz (1975-2019)
- Jay Jay French – guitarra y voz secundaria (1973-2019)
- Eddie "Fingers" Ojeda – guitarra y voz secundaria (1975-2019)
- Mark Mendoza - bajo y voz secundaria (1978-2019)
- Joey Franco - Batería (2013-2019)

Miembros anteriores
- Michael "Valentine" O'Neill – voz (1973-1974)
- Billy "Diamond" Stiger – guitarra (1973-1974)
- Kenny Neill (Kenneth Harrison-Neill) – bajo (1973-1978)
- Mell "Starr" Anderson – batería (1973-1975)
- Kevin John Grace – batería (1975-1976)
- Tony Petri – batería (1976-1980)
- Ritchie Teeter – batería (1980-1981)
- "Fast" Joey Brighton – batería (1981-1982)
- A. J. Pero † - batería y voz secundaria (1982-1989)
- Joe Markowski – batería (1987-1988)
- Keith Angel Angelino - guitarra (1975)
- Frank Rick Prince Karuba - voz (1975)
- Walt Woodward III - batería - (1982)

## Discografía

### Álbumes de estudio
- Under the Blade – 1982
- You Can't Stop Rock 'n' Roll – 1983
- Stay Hungry – 1984
- Come Out and Play – 1985
- Love Is for Suckers – 1987
- Still Hungry – 2004

### Recopilatorios
- Big Hits and Nasty Cuts: The Best of Twisted Sister – 1992
- We're Not Gonna Take It! - 1999
- The Essentials – 2002
- We're Not Gonna Take It & Other Hits - 2003
- The Best of Twisted Sister - 2005
- The Best Of The Atlantic Years - 2016

### Especiales
- A Twisted Christmas – 2006

### Álbumes en vivo
- Live At Hammersmith – 1994
- Club Daze Volume 1: The Studio Sessions – 1999
- Club Daze Volume 2: Live In The Bars – 2001
- Live At Wacken: The Reunion – 2006
- Live at the Marquee - 2011
- Rock 'n' Roll Saviors - The Early Years - - 2016
- Metal Meltdown - 2016

### EP
- Ruff Cuts – 1982
- I Am (I'm Me) – 1983
- The Kids Are Back – 1983
- You Can't Stop Rock'n'Roll – 1983
- We're Not Gonna Take It – 1984
- I Wanna Rock – 1984
- Leader of the Pack – 1985
- You Want What We Got – 1986

### Sencillos
- "I'll Never Grow Up, Now!" / "Under the Blade" – 1979
- "Bad Boys (Of Rock N' Roll)" / Lady's Boy" – 1980
- "I Am (I'm Me)" (UK #18) / "Sin After Sin (Live)" – 1983
- "The Kids Are Back" (UK #32) / "Shoot 'Em Down (Live)" – 1983
- "You Can't Stop Rock'n'Roll" (UK #43) / "Let the Good Times Roll/Feel So Fine" (Live) – 1983
- "I Wanna Rock" (UK #93) / "Burn in Hell" (Live) – 1984
- "I Wanna Rock" (POP #68) / "The Kids Are Back" – 1984
- "We're Not Gonna Take It" (UK #58) / "The Kids Are Back" (Live) – 1984
- "We're Not Gonna Take It" (POP #21) / "You Can't Stop Rock'n'Roll" – 1984
- "The Price" (POP #107, ROK #19) / "S.M.F." – 1985
- "Leader of the Pack" (POP #53) / "I Wanna Rock" – 1985
- "Leader of the Pack" / "I Wanna Rock" (Video introduction) – 1985
- "King of the Fools" (Edit) / "Come Out and Play" – 1985
- "Be Chrool to Your Scuel" / "Stay Hungry" – 1986
- "You Want What We Got" / "Shoot 'Em Down" – 1986
- "You Want What We Got" / "Stay Hungry" – 1986
- "Hot Love" / "Tonight" – 1987

## Videografía

### Videos
- Stay Hungry Tour (1984)
- Come Out and Play (1985)

### DVDs
- Live at Wacken - The Reunion (2004)
- The Video Years (2007)
- A Twisted Christmas Live: A December To Remember (2007)
- Live At The Astoria (2008, recorded in 2004)
- Double Live: Northstage '82 & Ny Steel '01
- Metal Meltdown - Featuring Twisted Sister Live At The Hard Rock Casino - Las Vegas (2016)

### Videos musicales
| Year | Video                          | Director      |
| ---- | ------------------------------ | ------------- |
| 1982 | "Bad Boys (Of Rock 'N' Roll)"  |               |
| 1982 | "Under the Blade"              |               |
| 1983 | "I Am (I'm Me)"                |               |
| 1983 | "The Kids Are Back"            |               |
| 1983 | "You Can't Stop Rock 'n' Roll" |               |
| 1984 | "We're Not Gonna Take It"      | Marty Callner |
| 1984 | "I Wanna Rock"                 | Marty Callner |
| 1984 | "S.M.F."                       |               |
| 1985 | "The Price"                    |               |
| 1985 | "Leader of the Pack"           |               |
| 1985 | "Be Chrool to Your Scuel"      |               |
| 1986 | "You Want What We Got"         |               |
| 1987 | "Hot Love"                     |               |
| 2006 | "Oh Come All Ye Faithful"      |               |
| 2006 | "Silver Bells"                 |               |
| 2007 | "I'll Be Home For Christmas"   |               |
| 2010 | "30"                           |               |